# Noord-Filipijnse kuifarend
De Noord-Filipijnse kuifarend (Nisaetus philippensis) is een roofvogel uit de familie van de havikachtigen die voorkomt in de Filipijnen. De soort is opgesplitst. De eerder als ondersoort beschouwde  N. p. pinskeri staat nu een aparte soort, de Zuid-Filipijnse kuifarend (N. pinskeri), op de IOC World Bird List. De Filipijnse naam voor Noord-Filipijnse kuifarend is Banog.

## Algemeen
Zoals elke kuifarend is de Filipijnse kuifarend een grote roofvogel met brede vleugels en een lange staart, waardoor hij goed is uitgerust om tussen de bomen achter een prooi aan te jagen. Het opvallendste kenmerk van kuifarenden zijn de verlengde veren op de bovenkant van de kop, die opgezet kunnen worden tot een kuif. De Filipijnse kuifarend heeft veel weg van de celebeswespendief (Pernis celebensis), maar is dunner en minder massief. De nek en kop zijn donkerbruin van kleur. De soort lijkt sterk op de Zuid-Filipijnse kuifarend, maar heeft een overwegend bruiner gekleurd verenkleed.

## Verspreiding en leefgebied
De Noord-Filipijnse kuifarend (N. philippensis) komt voor  op de Filipijnse eilanden Luzon en Mindoro. Het leefgebied is natuurlijk tropisch bos in heuvelland onder de 1000 m boven zeeniveau waarin selectief is gekapt.

## Status
De soort heeft een beperkt verspreidingsgebied en daardoor is de kans op uitsterven aanwezig. De grootte van de populatie werd in 2016 door BirdLife International geschat op 200 tot 220 broedparen. De populatie-aantallen nemen af door habitatverlies en jacht. Het leefgebied wordt aangetast door ontbossing waarbij natuurlijk bos wordt omgezet in gebied voor agrarisch gebruik. Om deze redenen staat deze soort als bedreigd op de Rode Lijst van de IUCN.